# 리커바
리커바(Recuva)는 피리폼에서 개발한 윈도우즈 삭제 복구 프로그램이다. 삭제된 것으로 표시된 파일의 삭제를 복구할 수 있다. 운영 체제는 디스크가 여유 공간으로 저장된 영역을 표시한다. 리커바는 지원되는 파일 시스템을 사용하여 하드 디스크 드라이브, USB 플래시 드라이브, 메모리 카드, 포터블 미디어 플레이어 또는 모든 랜덤 액세스 저장 매체에서 삭제된 파일을 복구할 수 있다.

## 같이 보기
- CCleaner